# Piet-Hein Geeris
Piet-Hein Geeris, né le 29 mars 1972 à Boxtel, est un joueur néerlandais de hockey sur gazon.

## Palmarès
- Médaille d'or aux Jeux olympiques de Sydney en 2000[1]